# Олег Сенцов
Олег Генадьевич Сенцов е украински режисьор, сценарист и писател, политически затворник и обществен активист.
Лауреат на награда за свобода на мисълта „Сахаров“ на Европейския парламент и Националната премия на Украйна „Тарас Шевченко“.

## Награди

### Държавни
- Орден „За смелост“ (Украйна): ІІІ (23.08.2014) и І (24.09.2015) степени.
- Национална премия на Украйна „Тарас Шевченко“ (2016) за филмите „Гамер“ и „Носорог“ ("Носоріг")

### Други
- Специална премия на журито на Чешкия киноматографичен и телевизионен съюз FITNESS (17.01.2016)[2]
- Премия на американския ПЕН клуб „Барбара Голдсмит“ „Свобода да пишеш“ (26.04.2017)[3]
- Награда „Карпатска Европа на общите ценности“ на форума „Европа-Украйна“ (13.03.2018)
- Премия на международния икономико-хуманитарен форум Ukrainian ID (02.07.2018)

## Семейство
Олег Сенцов има две деца, дъщеря Алина (2002) и син Владислав (2004), който има аутизъм.

## Филмография
- „Биков рог“ („Bull horn“, 2009) – късометражен, учебен
- „Гамър“ („Gamer“, 2011) – пълнометражен, дебют
- „Процес: руската държава срещу Олег Сенцов“ („The Trial: The State of Russia vs Oleg Sentsov“, 2017)
- „Номера“ („Numbers“, 2019) – пълнометражен
- „Носорог“ („Rhinoceros“) – незавършен